# Saint-Jean-d'Alcapiès
Pour les articles homonymes, voir Saint-Jean.
Saint-Jean-d'Alcapiès est une commune française située dans le département de l'Aveyron, en région Occitanie, dans l'aire urbaine de Sainte-Affrique.

## Géographie

### Localisation
Saint Jean d'Alcapiès est situé dans les « avant-causses », qui se caractérisent par des paysages de collines. Il est à une dizaine de kilomètres de Saint-Affrique et à quelques kilomètres du bourg de Roquefort-sur-Soulzon, où se trouvent les caves de Roquefort.

### Communes limitrophes
Les communes limitrophes sont  Roquefort-sur-Soulzon, Saint-Affrique et Saint-Jean-et-Saint-Paul.

### Lieux-dits et écarts
Alcapiès, qui surplombe Saint-Jean d'Alcapiès, Mas d'Alzac, Mas de la Moulinerie, Le Moulin de Taillefer, Le Mas des Baumes, Bages, Castel Crémat.

### Hydrographie

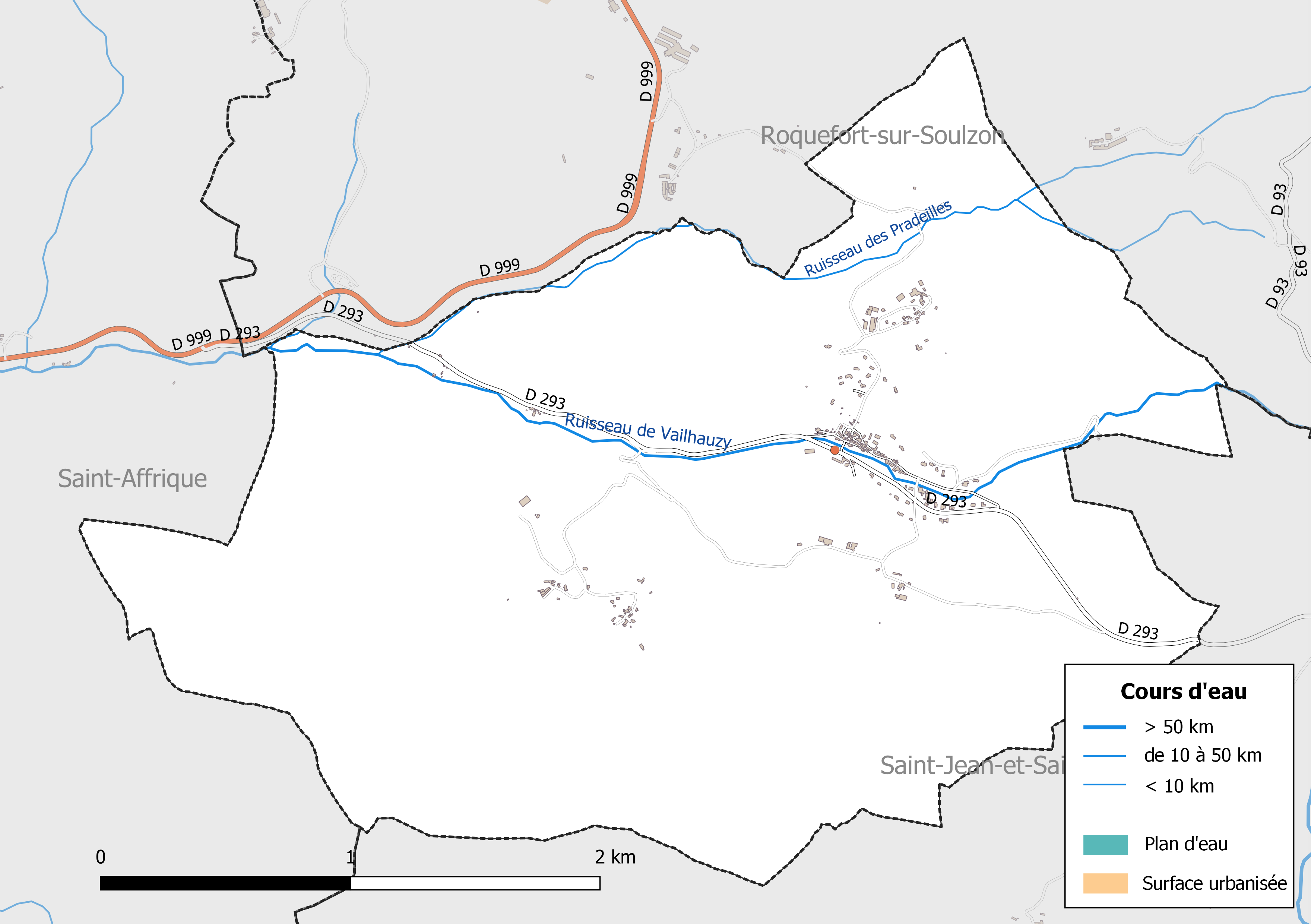
Réseaux hydrographique et routier de Saint-Jean-d'Alcapiès.

La commune est drainée par le ruisseau de Vailhauzy, le ruisseau des Pradeilles et par divers petits cours d'eau.

### Climat
Pour des articles plus généraux, voir Climat de l'Occitanie et Climat de l'Aveyron.
En 2010, le climat de la commune est de type climat du Bassin du Sud-Ouest, selon une étude s'appuyant sur une série de données couvrant la période 1971-2000. En 2020, Météo-France publie une typologie des climats de la France métropolitaine dans laquelle la commune est exposée à un climat de montagne et est dans la région climatique Sud-est du Massif Central, caractérisée par une pluviométrie annuelle de 1 000 à 1 500 mm, minimale en été, maximale en automne.
Pour la période 1971-2000, la température annuelle moyenne est de 11,5 °C, avec une amplitude thermique annuelle de 15,8 °C. Le cumul annuel moyen de précipitations est de 985 mm, avec 10,6 jours de précipitations en janvier et 5 jours en juillet. Pour la période 1991-2020, la température moyenne annuelle observée sur la station météorologique la plus proche, située sur la commune de Montlaur à 14 km à vol d'oiseau, est de 12,5 °C et le cumul annuel moyen de précipitations est de 705,4 mm,. Pour l'avenir, les paramètres climatiques de la commune estimés pour 2050 selon différents scénarios d'émission de gaz à effet de serre sont consultables sur un site dédié publié par Météo-France en novembre 2022.

### Milieux naturels et biodiversité

#### Espaces protégés
La protection réglementaire est le mode d’intervention le plus fort pour préserver des espaces naturels remarquables et leur biodiversité associée.
Dans ce cadre, la commune fait partie d'un espace protégé, le Parc naturel régional des Grands Causses, créé en 1995 et d'une superficie de 327 937 ha, s'étend sur 97 communes. Ce territoire rural habité, reconnu au niveau national pour sa forte valeur patrimoniale et paysagère, s’organise autour d’un projet concerté de développement durable, fondé sur la protection et la valorisation de son patrimoine,,.

#### Zones naturelles d'intérêt écologique, faunistique et floristique

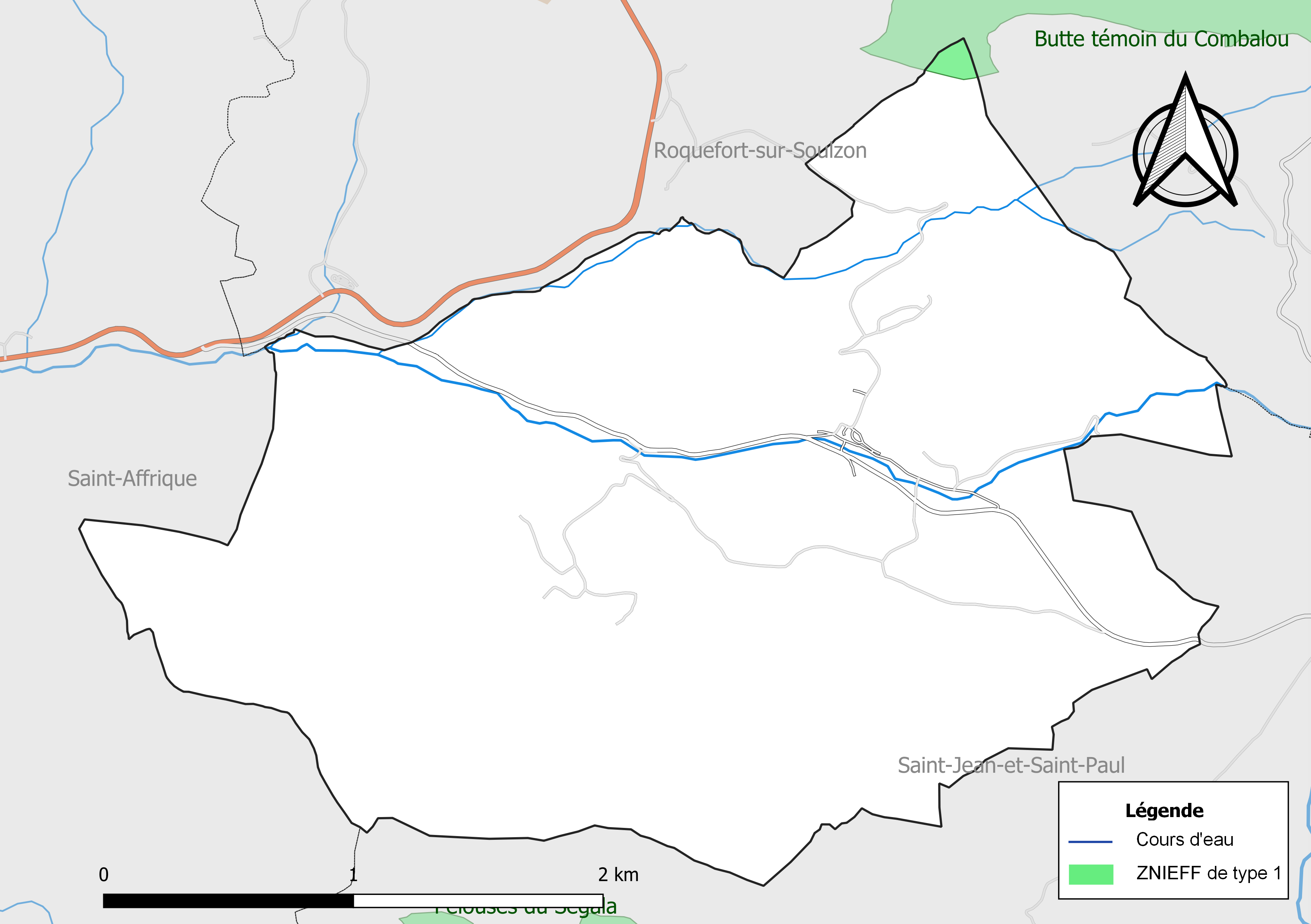
Carte de la ZNIEFF de type 1 localisée sur la commune.

L’inventaire des zones naturelles d'intérêt écologique, faunistique et floristique (ZNIEFF) a pour objectif de réaliser une couverture des zones les plus intéressantes sur le plan écologique, essentiellement dans la perspective d’améliorer la connaissance du patrimoine naturel national et de fournir aux différents décideurs un outil d’aide à la prise en compte de l’environnement dans l’aménagement du territoire.
Le territoire communal de Saint-Jean-d'Alcapiès comprend une ZNIEFF de type 1,, 
la « Butte témoin du Combalou » (237,1 ha), couvrant 2 communes du département.

## Urbanisme

### Typologie
Au 1er janvier 2024, Saint-Jean-d'Alcapiès est catégorisée commune rurale à habitat dispersé, selon la nouvelle grille communale de densité à sept niveaux définie par l'Insee en 2022.
Elle est située hors unité urbaine. Par ailleurs la commune fait partie de l'aire d'attraction de Saint-Affrique, dont elle est une commune de la couronne,. Cette aire, qui regroupe 16 communes, est catégorisée dans les aires de moins de 50 000 habitants,.

### Occupation des sols

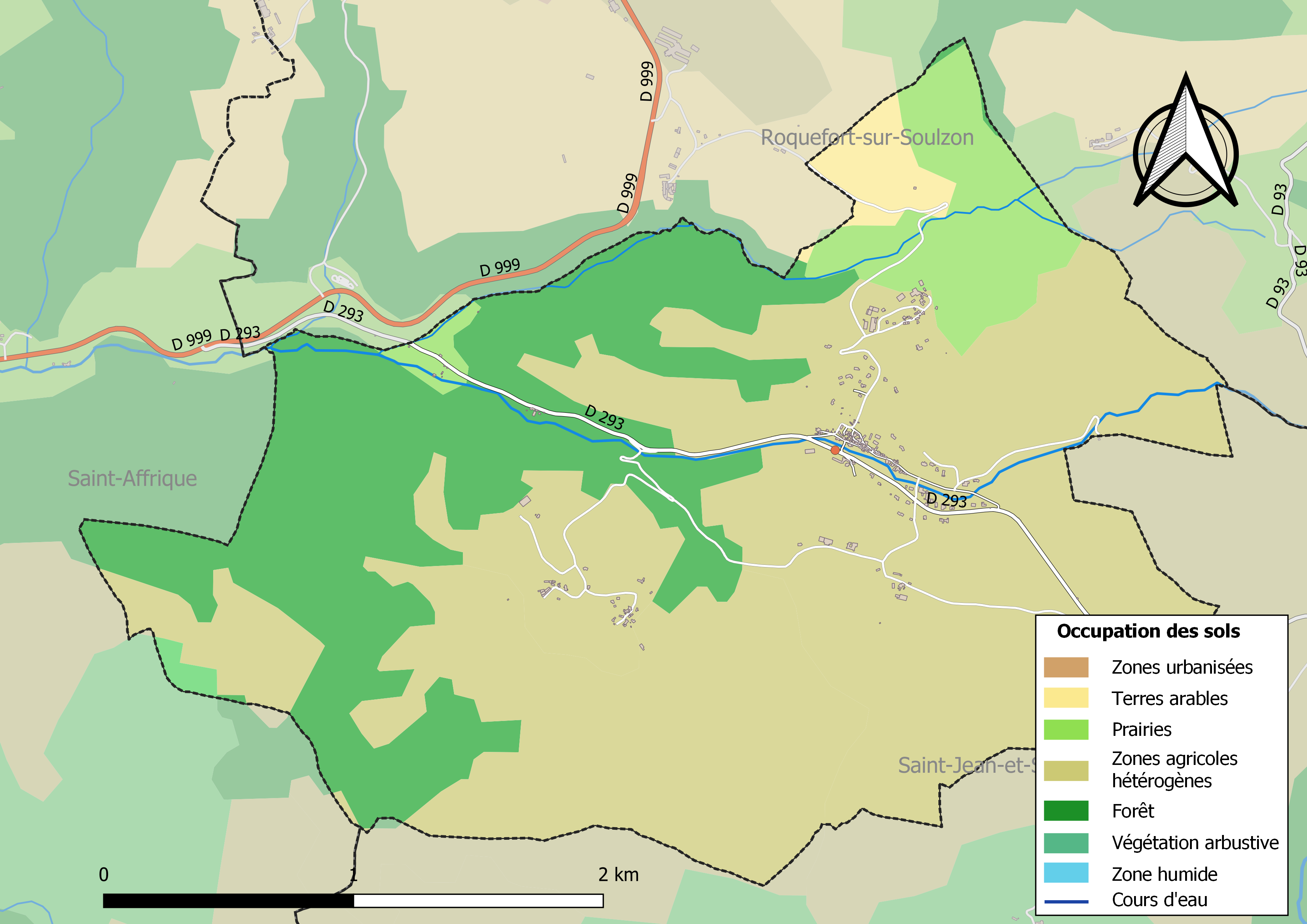
Infrastructures et occupation des sols de la commune de Saint-Jean-d'Alcapiès.

L'occupation des sols de la commune, telle qu'elle ressort de la base de données européenne d’occupation biophysique des sols Corine Land Cover (CLC), est marquée par l'importance des territoires agricoles (67,7 % en 2018), en diminution par rapport à 1990 (72,8 %). La répartition détaillée en 2018 est la suivante : 
zones agricoles hétérogènes (58,7 %), forêts (27,2 %), prairies (7 %), zones urbanisées (4,5 %), terres arables (2 %), milieux à végétation arbustive et/ou herbacée (0,7 %).

### Planification
La loi SRU du 13 décembre 2000 a incité fortement les communes à se regrouper au sein d’un établissement public, pour déterminer les partis d’aménagement de l’espace au sein d’un SCoT, un document essentiel d’orientation stratégique des politiques publiques à une grande échelle. La commune est dans le territoire du SCoT du Parc naturel régional des Grands Causses, approuvé le vendredi 7 juillet 2017 par le comité syndical et mis à l’enquête publique en décembre 2019. La structure porteuse est le Pôle d'équilibre territorial et rural du PNR des Grands Causses, qui associe huit communautés de communes, notamment la communauté de communes Saint Affricain, Roquefort, Sept Vallons, dont la commune est membre.
La commune, en 2017, avait engagé l'élaboration d'un plan local d'urbanisme.

### Risques majeurs
Le territoire de la commune de Saint-Jean-d'Alcapiès est vulnérable à différents aléas naturels : climatiques (hiver exceptionnel ou canicule), feux de forêts et séisme (sismicité très faible).
Il est également exposé à un risque technologique, le transport de matières dangereuses, et à un risque particulier, le risque radon,.

#### Risques naturels
Le Plan départemental de protection des forêts contre les incendies découpe le département de l’Aveyron en sept « bassins de risque » et définit une sensibilité des communes à l’aléa feux de forêt (de faible à très forte). La commune est classée en sensibilité faible.
Les mouvements de terrains susceptibles de se produire sur la commune sont liés au retrait-gonflement des argiles, conséquence d'un changement d'humidité des sols argileux. Les argiles sont capables de fixer l'eau disponible mais aussi de la perdre en se rétractant en cas de sécheresse. Ce phénomène peut provoquer des dégâts très importants sur les constructions (fissures, déformations des ouvertures) pouvant rendre inhabitables certains locaux. La carte de zonage de cet aléa peut être consultée sur le site de l'observatoire national des risques naturels Georisques

#### Risques technologiques
Le risque de transport de matières dangereuses sur la commune est lié à sa traversée par une route à fort trafic. Un accident se produisant sur une telle infrastructure est en effet susceptible d’avoir des effets graves au bâti ou aux personnes jusqu’à 350 m, selon la nature du matériau transporté. Des dispositions d’urbanisme peuvent être préconisées en conséquence.

#### Risque particulier
Dans plusieurs parties du territoire national, le radon, accumulé dans certains logements ou autres locaux, peut constituer une source significative d’exposition de la population aux rayonnements ionisants. Toutes les communes du département sont concernées par le risque radon à un niveau plus ou moins élevé. Selon le dossier départemental des risques majeurs du département établi en 2013, la commune de Saint-Jean-d'Alcapiès est classée à risque faible. Un décret du 4 juin 2018 a modifié la terminologie du zonage définie dans le code de la santé publique et a été complété par un arrêté du 27 juin 2018 portant délimitation des zones à potentiel radon du territoire français. La commune est désormais en zone 1, à savoir zone à potentiel radon faible.

## Toponymie
Durant la Révolution, la commune porte le nom d'Alcapiés-et-Alcas.

## Histoire
Le prieuré de Saint-Jean-Baptiste d'Alcapiès fut donné par le diacre Roland à Vabres en 861. Il revient à l'évêque de Rodez en 1281, puis fut uni au collège de Saint-Affrique lors de la création de l'évêché de Vabres. 

## Politique et administration

### Découpage territorial
La commune de Saint-Jean-d'Alcapiès est membre de la communauté de communes Saint Affricain, Roquefort, Sept Vallons, un établissement public de coopération intercommunale (EPCI) à fiscalité propre créé le 1er janvier 2017 dont le siège est à Vabres-l'Abbaye. Ce dernier est par ailleurs membre d'autres groupements intercommunaux.
Sur le plan administratif, elle est rattachée à l'arrondissement de Millau, au département de l'Aveyron et à la région Occitanie. Sur le plan électoral, elle dépend du  canton de Saint-Affrique pour l'élection des conseillers départementaux, depuis le redécoupage cantonal de 2014 entré en vigueur en 2015, et de la troisième circonscription de l'Aveyron  pour les élections législatives, depuis le dernier découpage électoral de 2010.

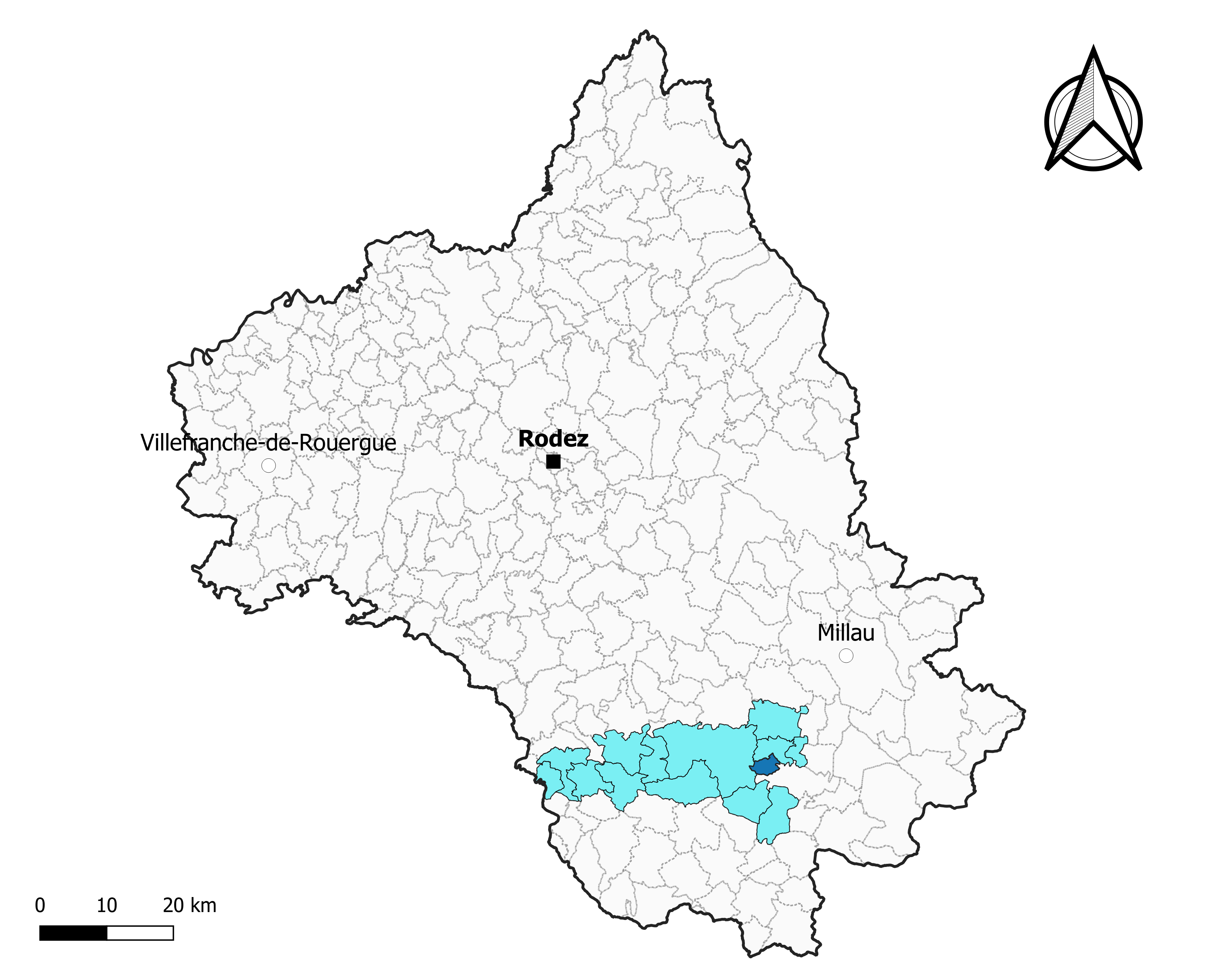
Saint-Jean-d'Alcapiès dans l'intercommunalité en 2020.
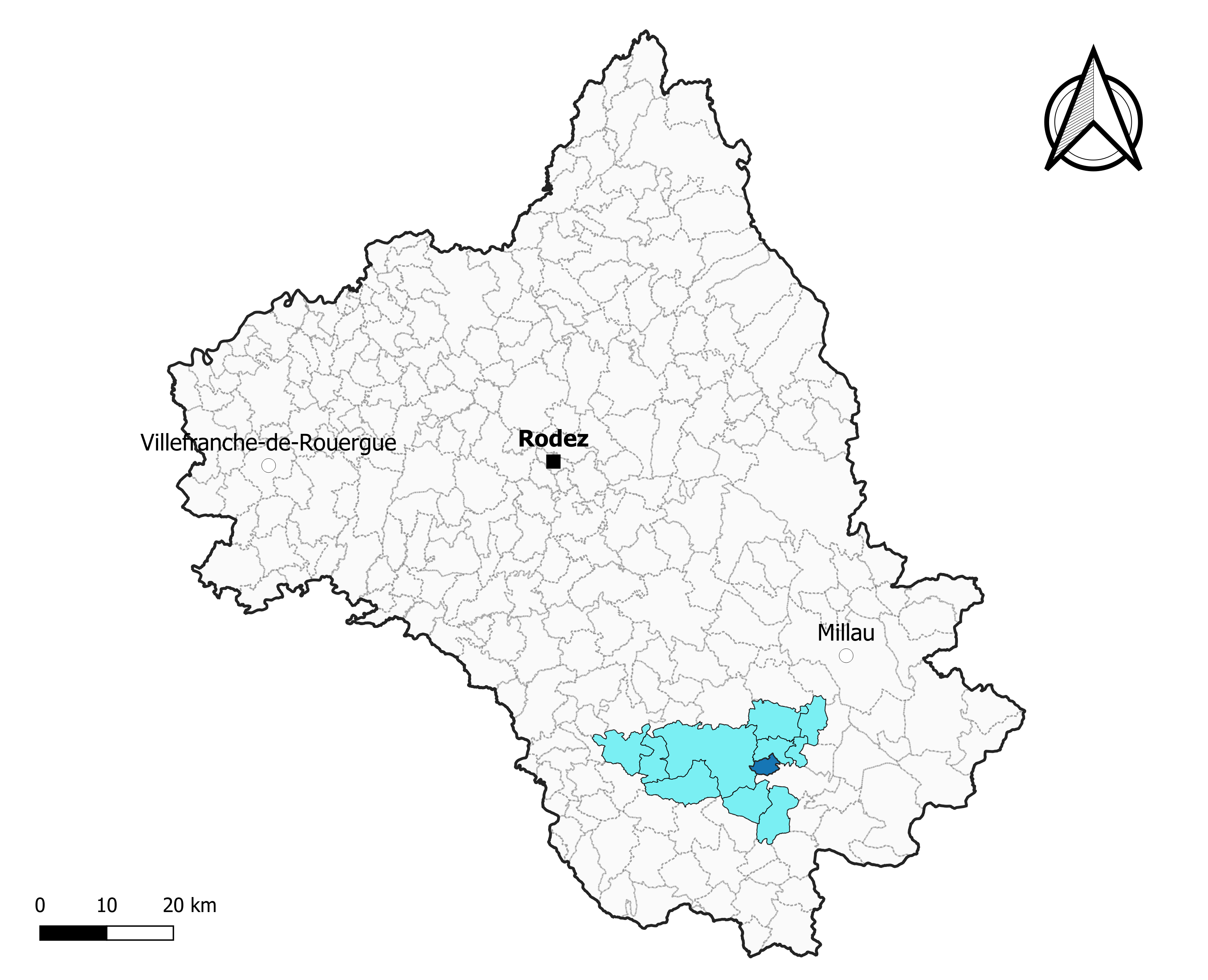
Saint-Jean-d'Alcapiès dans le canton de Saint-Affrique en 2020.
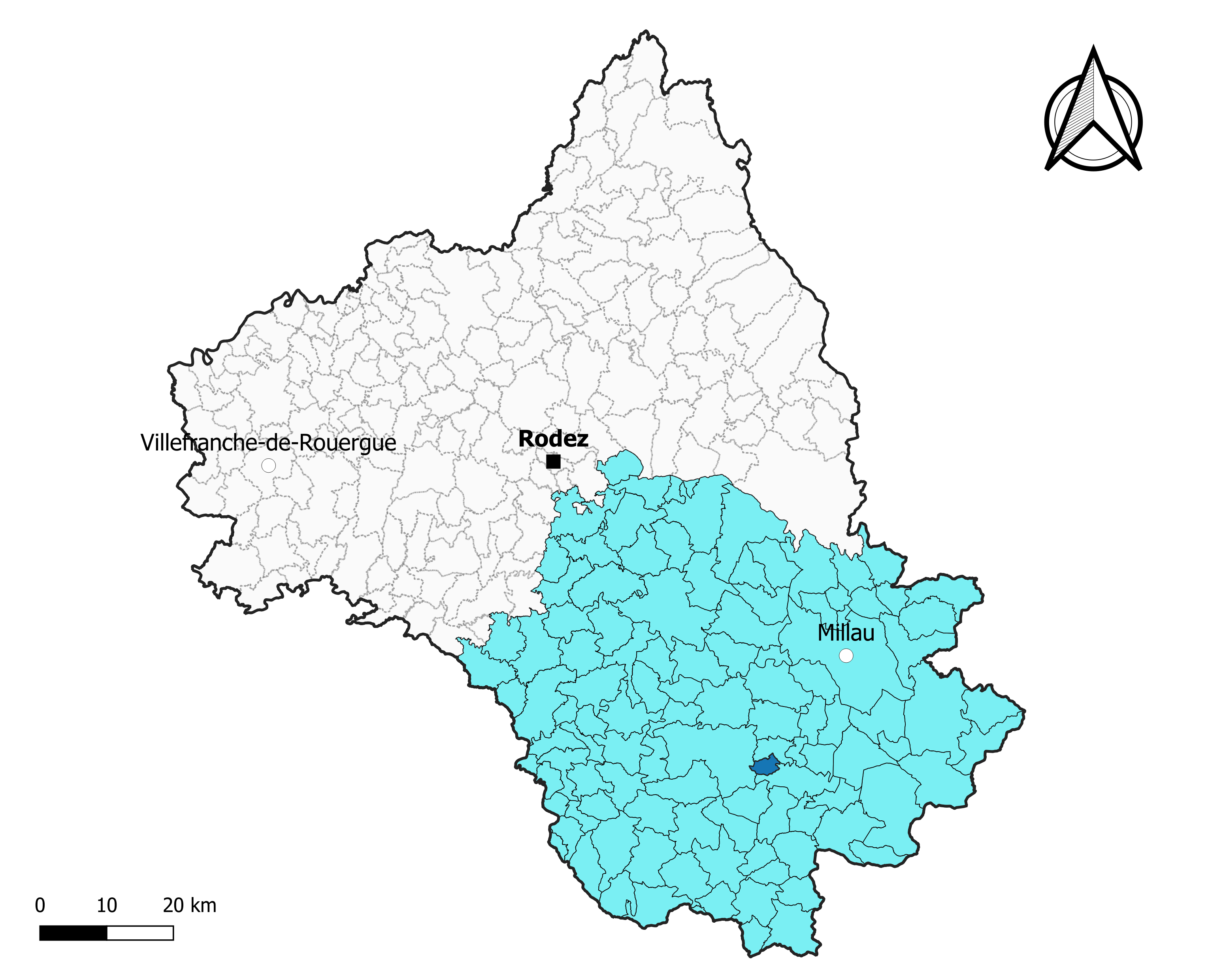
Saint-Jean-d'Alcapiès dans l'arrondissement de Millau en 2020.

### Élections municipales et communautaires

#### Élections de 2020
Le conseil municipal de Saint-Jean-d'Alcapiès, commune de moins de 1 000 habitants, est élu au scrutin majoritaire plurinominal à deux tours avec candidatures isolées ou groupées et possibilité de panachage. Compte tenu de la population communale, le nombre de sièges à pourvoir lors des élections municipales de 2020 est de 11. La totalité des onze candidats en lice est élue dès le premier tour, le 15 mars 2020, avec un taux de participation de 64 %.
Jean-Luc Taillefer est élu nouveau maire de la commune le 28 mai 2020.
Dans les communes de moins de 1 000 habitants, les conseillers communautaires sont désignés parmi les conseillers municipaux élus en suivant l’ordre du tableau (maire, adjoints puis conseillers municipaux) et dans la limite du nombre de sièges attribués à la commune au sein du conseil communautaire. Un siège est attribué à la commune au sein de la communauté de communes Saint Affricain, Roquefort, Sept Vallons.

#### Liste des maires
| Période  | Période  | Identité            | Étiquette | Qualité                       |
| -------- | -------- | ------------------- | --------- | ----------------------------- |
| 1989     | mai 2020 | Jérôme Rouve        |           | Industriel, chef d'entreprise |
| mai 2020 | En cours | Jean-Luc Taillefer, |           | Commerçant                    |

## Démographie
L'évolution du nombre d'habitants est connue à travers les recensements de la population effectués dans la commune depuis 1793. Pour les communes de moins de 10 000 habitants, une enquête de recensement portant sur toute la population est réalisée tous les cinq ans, les populations de référence des années intermédiaires étant quant à elles estimées par interpolation ou extrapolation. Pour la commune, le premier recensement exhaustif entrant dans le cadre du nouveau dispositif a été réalisé en 2006.

En 2022, la commune comptait 223 habitants, en évolution de −13,23 % par rapport à 2016 (Aveyron : +0,37 %, France hors Mayotte : +2,11 %).
| 1793 | 1800 | 1846 | 1851 | 1856 | 1861 | 1866 | 1872 | 1876 |
| ---- | ---- | ---- | ---- | ---- | ---- | ---- | ---- | ---- |
| 256  | 307  | 366  | 375  | 371  | 396  | 383  | 402  | 337  |

| 1881 | 1886 | 1891 | 1896 | 1901 | 1906 | 1911 | 1921 | 1926 |
| ---- | ---- | ---- | ---- | ---- | ---- | ---- | ---- | ---- |
| 320  | 325  | 327  | 311  | 309  | 305  | 309  | 245  | 245  |

| 1931 | 1936 | 1946 | 1954 | 1962 | 1968 | 1975 | 1982 | 1990 |
| ---- | ---- | ---- | ---- | ---- | ---- | ---- | ---- | ---- |
| 208  | 202  | 159  | 141  | 137  | 139  | 118  | 110  | 133  |

| 1999 | 2006 | 2011 | 2016 | 2021 | 2022 | - | - | - |
| ---- | ---- | ---- | ---- | ---- | ---- | - | - | - |
| 163  | 242  | 257  | 257  | 233  | 223  | - | - | - |

## Économie

### Revenus
En 2018  (données Insee publiées en septembre 2021), la commune compte 97 ménages fiscaux, regroupant 253 personnes. La médiane du revenu disponible par unité de consommation est de 22 640 € (20 640 € dans le département).

### Emploi
| Division       | 2008  | 2013  | 2018  |
| -------------- | ----- | ----- | ----- |
| Commune        | 2,6 % | 6,5 % | 6,3 % |
| Département    | 5,4 % | 7,1 % | 7,1 % |
| France entière | 8,3 % | 10 %  | 10 %  |

En 2018, la population âgée de 15 à 64 ans s'élève à 177 personnes, parmi lesquelles on compte 80,1 % d'actifs (73,9 % ayant un emploi et 6,3 % de chômeurs) et 19,9 % d'inactifs,. Depuis 2008, le taux de chômage communal (au sens du recensement) des 15-64 ans est inférieur à celui de la France et du département.
La commune fait partie de la couronne de l'aire d'attraction de Saint-Affrique, du fait qu'au moins 15 % des actifs travaillent dans le pôle,. Elle compte 24 emplois en 2018, contre 18 en 2013 et 29 en 2008. Le nombre d'actifs ayant un emploi résidant dans la commune est de 131, soit un indicateur de concentration d'emploi de 18,5 % et un taux d'activité parmi les 15 ans ou plus de 68,8 %.
Sur ces 131 actifs de 15 ans ou plus ayant un emploi, 20 travaillent dans la commune, soit 15 % des habitants. Pour se rendre au travail, 91,5 % des habitants utilisent un véhicule personnel ou de fonction à quatre roues, 3,9 % s'y rendent en deux-roues, à vélo ou à pied et 4,6 % n'ont pas besoin de transport (travail au domicile).

### Activités hors agriculture
20 établissements sont implantés  à Saint-Jean-d'Alcapiès au 31 décembre 2019.
Le secteur des activités immobilières est prépondérant sur la commune puisqu'il représente 20 % du nombre total d'établissements de la commune (4 sur les 20 entreprises implantées  à Saint-Jean-d'Alcapiès), contre 4,2 % au niveau départemental.

### Agriculture
|               | 1988 | 2000 | 2010 | 2020 |
| ------------- | ---- | ---- | ---- | ---- |
| Exploitations | 9    | 6    | 6    | 2    |
| SAU (ha)      | 596  | 525  | 636  | 375  |

La commune est dans les Grands Causses, une petite région agricole occupant le sud-est du département de l'Aveyron. En 2020, l'orientation technico-économique de l'agriculture  sur la commune est l'élevage d'ovins ou de caprins. Deux exploitations agricoles ayant leur siège dans la commune sont dénombrées lors du recensement agricole de 2020 (neuf en 1988). La superficie agricole utilisée est de 375 ha,,.

## Culture locale et patrimoine

### Lieux et monuments
- Église Saint-Jean-Baptiste XIXe siècle.
- Dolmens de Gaoudaret.
- Château castel d'alzac (transformé en gîtes)

### Personnalités liées à la commune
- François Charles Vernhes, homme politique, né le 5 novembre 1769 à Saint-Jean-d'Alcapiès (Aveyron) et mort le 22 septembre 1852 à Rodez (Aveyron).

### Héraldique
| Blason de Saint-Jean-d'Alcapiès | Blason  | D'azur à l'agneau paissant d'argent accompagné de trois rocs d'échiquier du même. |
| Blason de Saint-Jean-d'Alcapiès | Détails | Création de Jacques Poulet adoptée par la commune.                                |